# Nejvyšší hory Austrálie a Oceánie

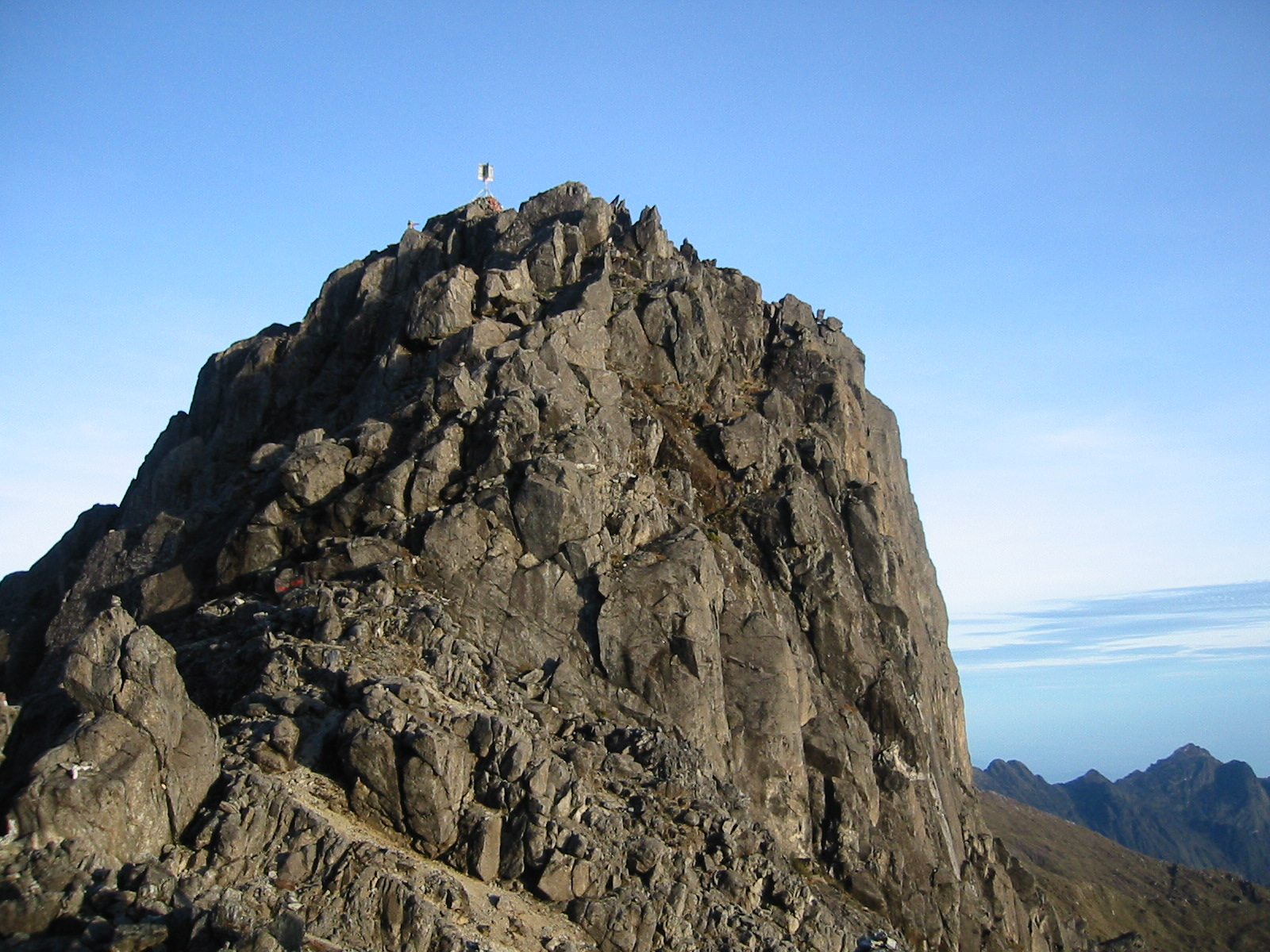
1. 1 Mount Wilhelm (Papua Nová Guinea)

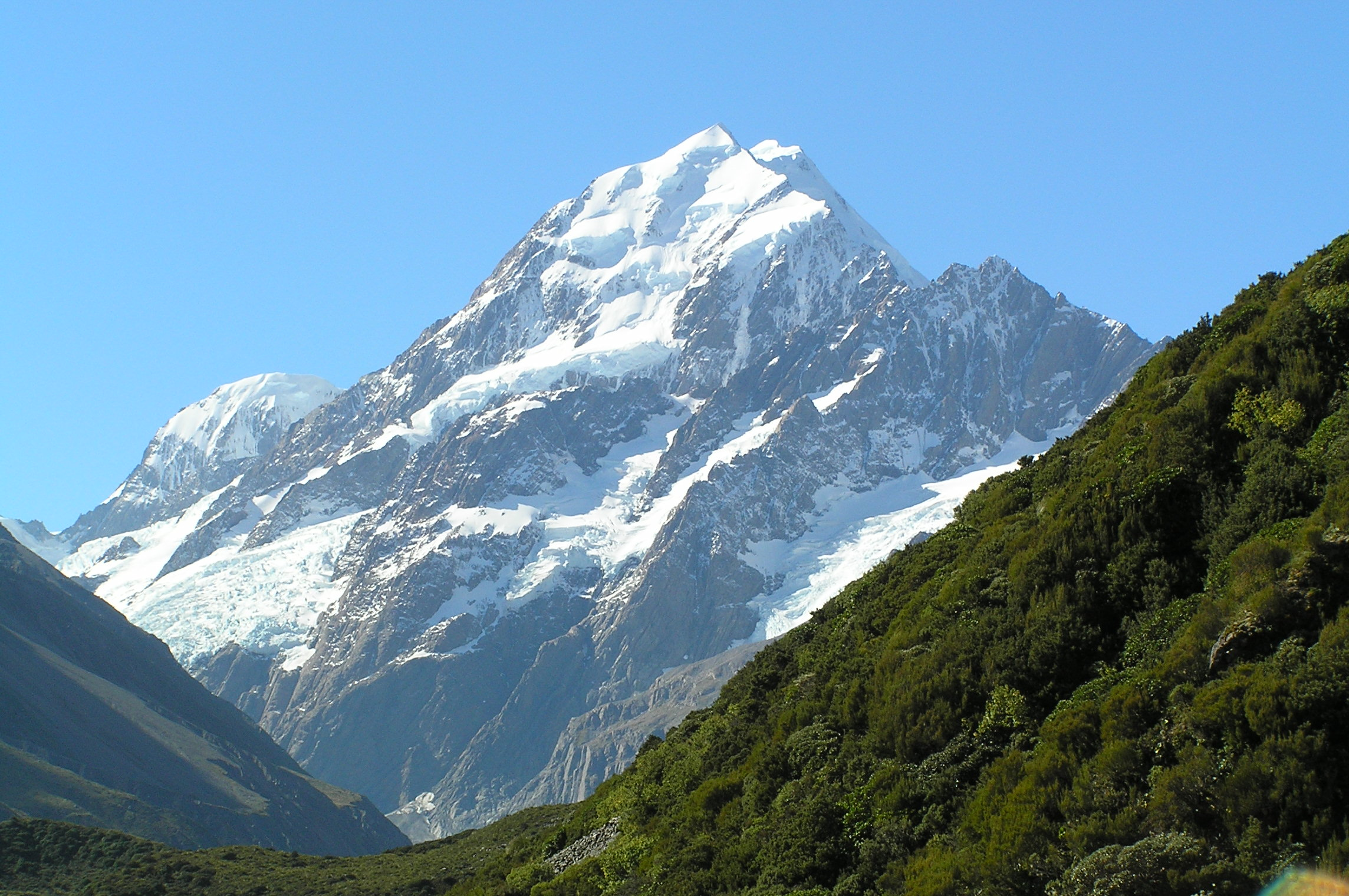
1. 2 Mount Cook (Nový Zéland)

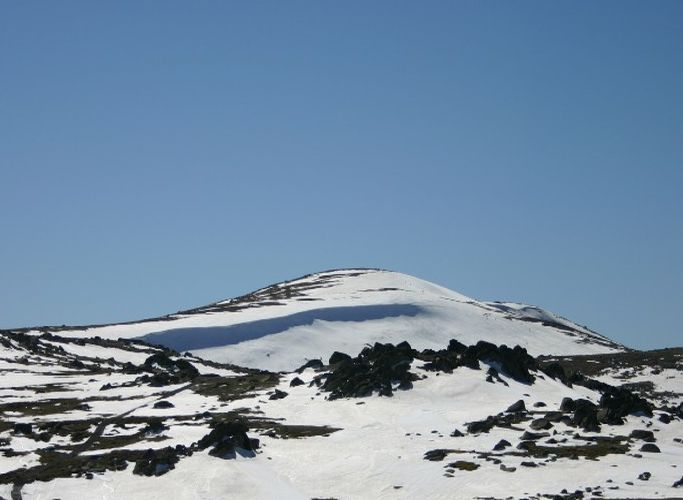
1. 4 Mount Kosciuszko (Austrálie)

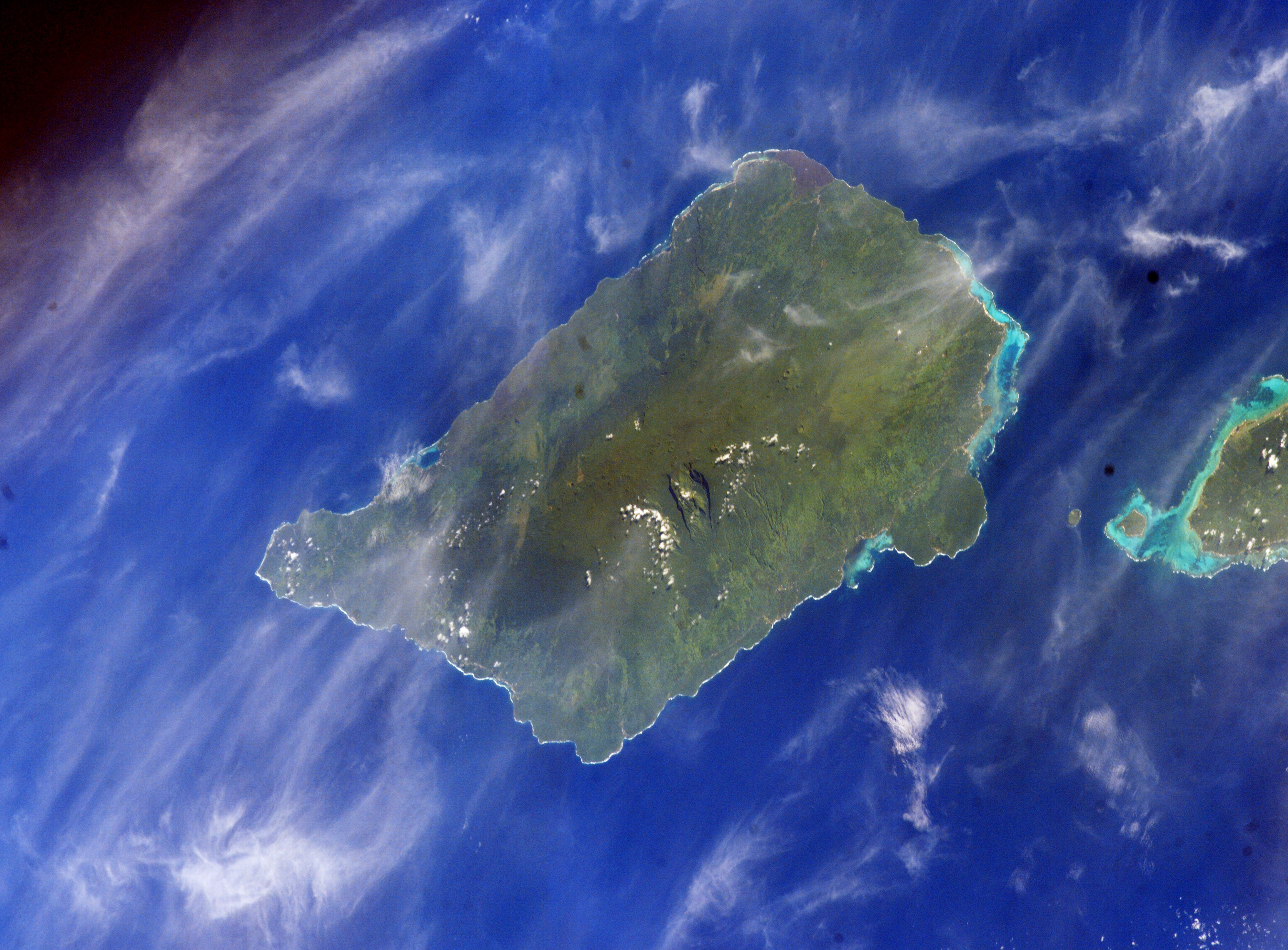
1. 6 Silisili (Samoa)

Seznam nejvyšších hor zemí Austrálie a Oceánie obsahuje seznam nejvyšších hor jednotlivých zemí Austrálie a Oceánie.
V seznamu chybí nejvyšší hora Indonésie, protože ta se nepočítá mezi země Oceánie, neboť většina jejího území (asi 80%) se nachází v Asii. Jde o horu Puncak Jaya, ležící na ostrově Nová Guinea, která je s nadmořskou výškou 4884 m dokonce nejvyšší horou celé Austrálie a Oceánie.
Nejvyšší hory teritorií a zámořských území (např. Nová Kaledonie, Havaj, Francouzská Polynésie atd.) v seznamu také nejsou. Mezi nejvyšší a nejzajímavější hory těchto území patří:
- Mauna Kea (4205 m n. m.) - Havaj (USA), nejvyšší hora světa při měření od základny na mořském dně
- Mont Orohena (2241 m n. m..) - Francouzská Polynésie (Francie)
- Mont Panié (1628 m n. m.) - Nová Kaledonie (Francie)
- Maunga Terevaka (507 m n. m.) - Velikonoční ostrov (Chile), dvanáctá nejizolovanější hora světa

| Země                | Výška  | #  | Vrchol              | Souřadnice                        | Pohoří, poznámka                                                         |
| ------------------- | ------ | -- | ------------------- | --------------------------------- | ------------------------------------------------------------------------ |
| Papua Nová Guinea   | 4509 m | 1  | Mount Wilhelm       | 5°46′48″ j. š., 145°01′45″ v. d.  | Bismarckovo pohoří                                                       |
| Nový Zéland         | 3754 m | 2  | Mount Cook          | 43°35′42″ j. š., 170°08′31″ v. d. | Jižní Alpy                                                               |
| Šalomounovy ostrovy | 2335 m | 3  | Mount Popomanaseu   | 9°42′13″ j. š., 160°03′43″ v. d.  | ostrov Guadalcanal                                                       |
| Austrálie           | 2228 m | 4  | Mount Kosciuszko    | 36°27′22″ j. š., 148°15′48″ v. d. | Sněžné hory; mimo pevninu Mawson Peak (2745 m n. m.) na Heardově ostrově |
| Vanuatu             | 1879 m | 5  | Tabwemasana         | 15°21′45″ j. š., 166°45′18″ v. d. | ostrov Espiritu Santo                                                    |
| Samoa               | 1858 m | 6  | Silisili            | 13°37′06″ j. š., 172°29′09″ z. d. | ostrov Savai'i                                                           |
| Fidži               | 1324 m | 7  | Tomanivi            | 17°36′53″ j. š., 178°01′06″ v. d. | ostrov Viti Levu                                                         |
| Tonga               | 1033 m | 8  | Kao                 | 19°40′06″ j. š., 175°00′58″ z. d. | ostrov Kao                                                               |
| Mikronésie          | 0791 m | 9  | Dolohmwar           | 6°51′19″ s. š., 158°14′12″ v. d.  | ostrov Pohnpei                                                           |
| Palau               | 0242 m | 10 | Mount Ngerchelchuus | 7°33′55″ s. š., 134°34′10″ v. d.  | ostrov Babeldaob                                                         |
| Kiribati            | 0081 m | 11 | bezejmenné místo    | 0°51′34″ j. š., 169°32′13″ v. d.  | ostrov Banaba                                                            |
| Nauru               | 0065 m | 12 | Command Ridge       | 0°31′53″ j. š., 166°55′00″ v. d.  | ostrov Nauru                                                             |
| Marshallovy ostrovy | 0010 m | 13 | bezejmenné místo    | 9°54′00″ s. š., 169°08′00″ v. d.  | ostrov Likiep                                                            |
| Tuvalu              | 0005 m | 14 | bezejmenné místo    | 10°45′00″ s. š., 179°30′00″ v. d. | ostrov Niulakita                                                         |

## Mapy nejvyšších hor zemí Austrálie a Oceánie
Kromě nejvyšších hor zemí Austrálie a Oceánie z výše uvedené tabulky zobrazuje mapa také nejvyšší horu celého světadílu Puncak Jaya (PJ) a také ty nejvyšší hory zámořských území, které mají výšku přes 1000 m - Mauna Kea (MK), Mont Orohena (MO) a Mont Panié (MP).